# Frances Hodgson Burnett

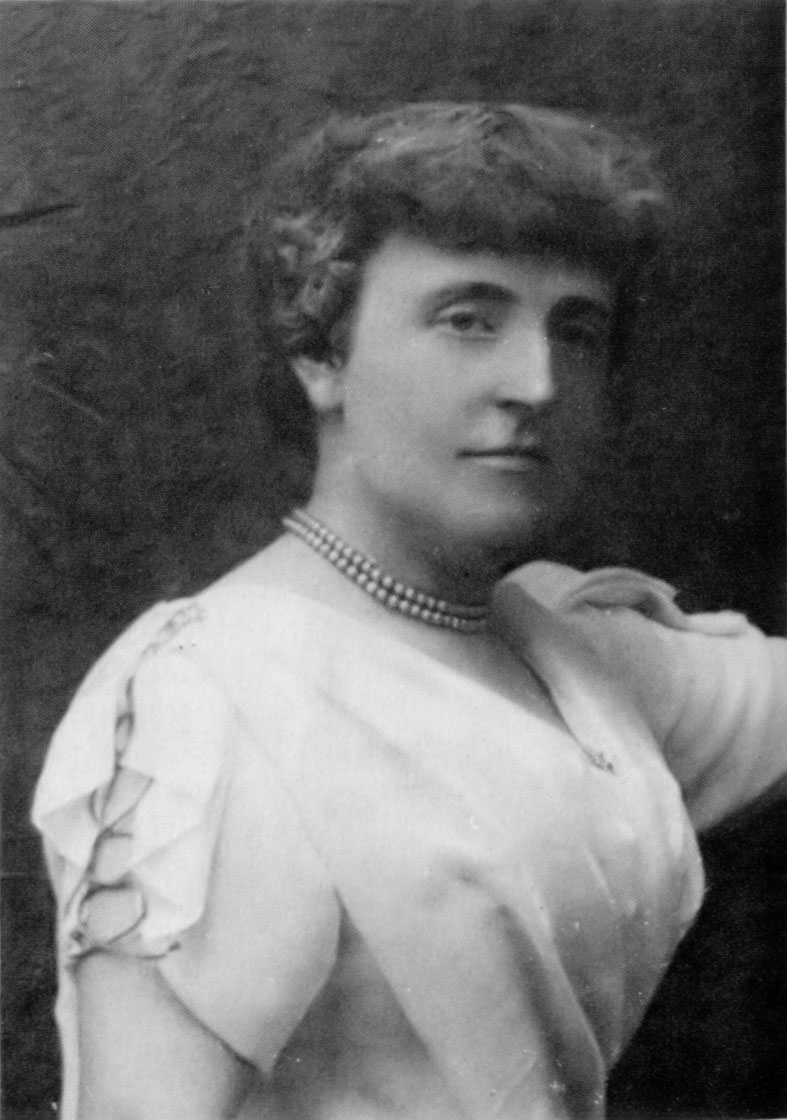
Frances Burnett

Frances Hodgson Burnett (* 24. November 1849 in Manchester, England; † 29. Oktober 1924 in Plandome, New York; gebürtig Frances Eliza Hodgson) war eine britisch-amerikanische Schriftstellerin.

## Leben
Frances Hodgson Burnett war Tochter eines Goldschmieds im englischen Manchester. Nach dem Tod ihres Vaters wanderte die Familie 1865 nach Knoxville (Tennessee) in die USA aus. Dort begann sie für amerikanische Zeitungen zu schreiben.
1873 heiratete sie Dr. Swan Burnett, mit dem sie zwei Söhne, Lionel (* 1874) und Vivian (* 1876), hatte. 1890 starb ihr älterer Sohn. 1898 ließ sie sich scheiden. Im Februar 1900 heiratete sie Stephen Townsend, von dem sie sich nur zwei Jahre später scheiden ließ.  Nach 1901 lebte Frances Hodgson Burnett in Long Island und auf Bermuda. Dort interessierte sie sich verstärkt für das Christentum, Gärtnern und Spiritualität. Wenige Wochen vor ihrem 75. Geburtstag starb Burnett im Jahr 1924.
Bekannt und geliebt ist Burnett wegen ihrer drei Kinderbücher Der kleine Lord (Little Lord Fauntleroy), Eine kleine Prinzessin (A Little Princess) sowie Der geheime Garten (The Secret Garden). Alle drei Bücher wurden mehrfach verfilmt.

## Werke in deutscher Übersetzung
- 1878: Unser Nachbar von drüben. Der Griesgram und andere Erzählungen (Our Neighbour Opposite)
- 1878: Klein Käthchen (Kathleen)
- 1886: Der kleine Lord (Little Lord Fauntleroy). Auch unter dem Titel „Der kleine Lord Fauntleroy“
- 1886: Miss Defarge. Miss Defarge und eine schrecklich adlige Familie. Deutsch von Nadine Erler. Cumedio Verlag, Ascheberg 2022.
- 1888: Editha und der Einbrecher (Editha’s Burglar)
- 1888: Sara Crewe (Sara Crewe; or, What Happened at Miss Minchin’s). Später in erweiterter Form unter dem Titel „Sara, die kleine Prinzessin“ (A Little Princess)
- 1888: Sara, die kleine Prinzessin (A Little Princess. The Story of Sara Crewe). Auch unter dem Titel „Die Lumpenprinzessin“
- 1891: Die schöne Fischerstochter
- 1891: Robert Lindsays Glück (Lindsay’s Luck)
- 1891: Schön Lisbeth (Miss Crespigny)
- Um 1900: Die hübsche Schwester von José [Kürschners Bücherschatz, Nr. 580] (The pretty sister of José)
- 1901: Die Liebenden von Palstrey Manor (The Making Of A Marchioness)
- 1904: In The Closed Room. Das verschlossene Zimmer. Deutsch von Sarah Schemske. Bücherschmiede, Schwäbisch Gmünd 2021, ISBN 979-8-5189-4330-8
- 1906: Das Puppenhaus (Racketty-Packetty House)
- 1907: Das verfallene Herrenhaus (The Shuttle)
- 1908: Der Frühjahrsputz (The Spring Cleaning)
- 1909: Das Land der Blauen Blume (The Land of the Blue Flower)
- 1911: Der geheime Garten (The Secret Garden)
- 1922: Lord Coombe (The Head of The House of Coombe).

## Nicht übersetzte Werke
- 1873: The Woman who Saved Me
- 1877: That Lass o'Lowries (dt. Aus dunkler Tiefe, 1891)
- 1877: Theo
- 1879: The Tide on the Morning Bar, and A Quiet Life
- 1880: Louisiana (Louisiana)
- 1881: Esmeralda, mit William Gillette
- 1881: The Proud Little Grain of Wheat
- 1881: Through One Administration
- 1888: The Fortunes of Philippa Fairfax
- 1888: The Real Little Lord Fauntleroy (performed at Terry’s Theatre, London)
- 1889: The pretty Sister of Jose. A Spanish Love Story
- 1890: Little Saint Elizabeth
- 1890: Twentieth Thousand
- 1891: The Showman’s Daughter (performed at the Royalty Theatre, London)
- 1893: The One I Knew the Best of All: A Memory of the Mind of a Child (Autobiographie)
- 1895: The Two Little Pilgrims’ Progress
- 1896: A Lady of Quality
- 1906: The Shuttle
- 1906: The Dawn of Tomorrow
- 1907: The Trouble of Queen Silber-Bell
- 1907: The Cozy Lion
- 1912: My Robin
- 1916: Little Hunchback Zia
- 1917: The White People
- 1922: Robin (Fortsetzung von The Head of The House of Coombe)

## Filme
- 1921: Der kleine Lord
- 1936: Der kleine Lord
- 1939: Die kleine Prinzessin
- 1949: Der geheime Garten
- 1962: Der kleine Lord
- 1980: Der kleine Lord
- 1985: Die kleine Prinzessin Sara (Anime-Serie)
- 1993: Der geheime Garten
- 1995: Little Princess
- 2020: Der geheime Garten